# Higasi-Hamna Ike
Higasi-Hamna Ike är en sjö i Antarktis. Den ligger i Östantarktis. Norge gör anspråk på området. Higasi-Hamna Ike ligger 7 meter över havet.